# Vario LF
Vario LF (używane są również oznaczenia Tatra T3R.EVN i Tatra T3RN.EV) – typ tramwaju wytwarzanego od 2004 r. wspólnie przez czeskie firmy Pragoimex a.s. w Pradze i Krnovské opravny a strojírny, s.r.o. (KOS) w Karniowie.

## Konstrukcja
Vario LF jest modernizacją modelu Tatra T3, wytwarzanego od końca lat 60. do lat 90. XX w. Konstrukcja tramwaju pochodzi bezpośrednio od jednej z wcześniejszych modernizacji T3 – Tatry T3R.EV.
Jest to jednokierunkowy, czteroosiowy bezprzegubowy wagon silnikowy, mający 36% niskiej podłogi. Wysokość pojazdu w części niskopodłogowej wynosi 350 mm, natomiast w pozostałych – 860 mm.
Różnice w stosunku do T3R.EV to niskopodłogowa część środkowa (co spowodowało wydłużenie o 1,1 m całego wozu, aby część niskopodłogowa miała rozsądną długość), a także nowoczesny wygląd zewnętrzny zaprojektowany przez Františka Pelikána.
Po prawej stronie znajduje się troje podwójnych drzwi. Ogólna liczba miejsc wynosi 116, w tym 32 siedzących i 84 stojących. Wyposażenie elektryczne TV Europulse umieszczone jest na dachu tramwaju. Vario LF ma cztery silniki asynchroniczne, każdy o mocy 90 kilowatów.

## Dostawy
| Państwo        | Miasto          | Typ            | Lata dostaw    | Liczba | Numery taborowe                     |        |
| -------------- | --------------- | -------------- | -------------- | ------ | ----------------------------------- | ------ |
| Czechy         | Brno            | Vario LFR.E    | 2006–2018      | 32     | patrz niżej                         | [ 1 ]  |
| Czechy         | Most i Litvínov | Vario LFR.S    | 2016–2018      | 2      | 253, 266                            | [ 2 ]  |
| Czechy         | Ołomuniec       | Vario LF.E     | 2006–2007      | 3      | 251–253                             | [ 3 ]  |
| Czechy         | Ołomuniec       | Vario LFR.E    | 2007–2011      | 7      | 231–237                             | [ 4 ]  |
| Czechy         | Ołomuniec       | Vario LFR.S    | 2012–2018      | 10     | 238–247                             | [ 5 ]  |
| Czechy         | Ostrawa         | Vario LFR.E    | 2005–2012      | 47     | 1311–1357                           | [ 6 ]  |
| Czechy         | Ostrawa         | Vario LFR.S    | 2013–2014      | 16     | 1358–1373                           | [ 7 ]  |
| Czechy         | Pilzno          | Vario LFR.S    | 2010–2014      | 26     | 333–335, 338–353, 356–360, 364, 365 | [ 8 ]  |
| Rosja          | Moskwa          | Vario LF       | 2009           | 1      | 2400                                | [ 9 ]  |
| Słowacja       | Koszyce         | Vario LFR.S    | 2011           | 1      | 701                                 | [ 10 ] |
| Uzbekistan     | Taszkent        | Vario LF.S     | 2011–2012      | 20     | 2001–2011, 3201–3209                | [ 11 ] |
| Łączna liczba: | Łączna liczba:  | Łączna liczba: | Łączna liczba: | 165    |                                     |        |

Numery taborowe
- Brno: 1497, 1523, 1530, 1539, 1541, 1551, 1553–1557, 1567, 1573–1575, 1580, 1582, 1584, 1586, 1590, 1592, 1596–1599, 1601, 1605, 1616, 1617, 1626, 1627, 1630